# Monastère de la Trinité-Saint-Macaire

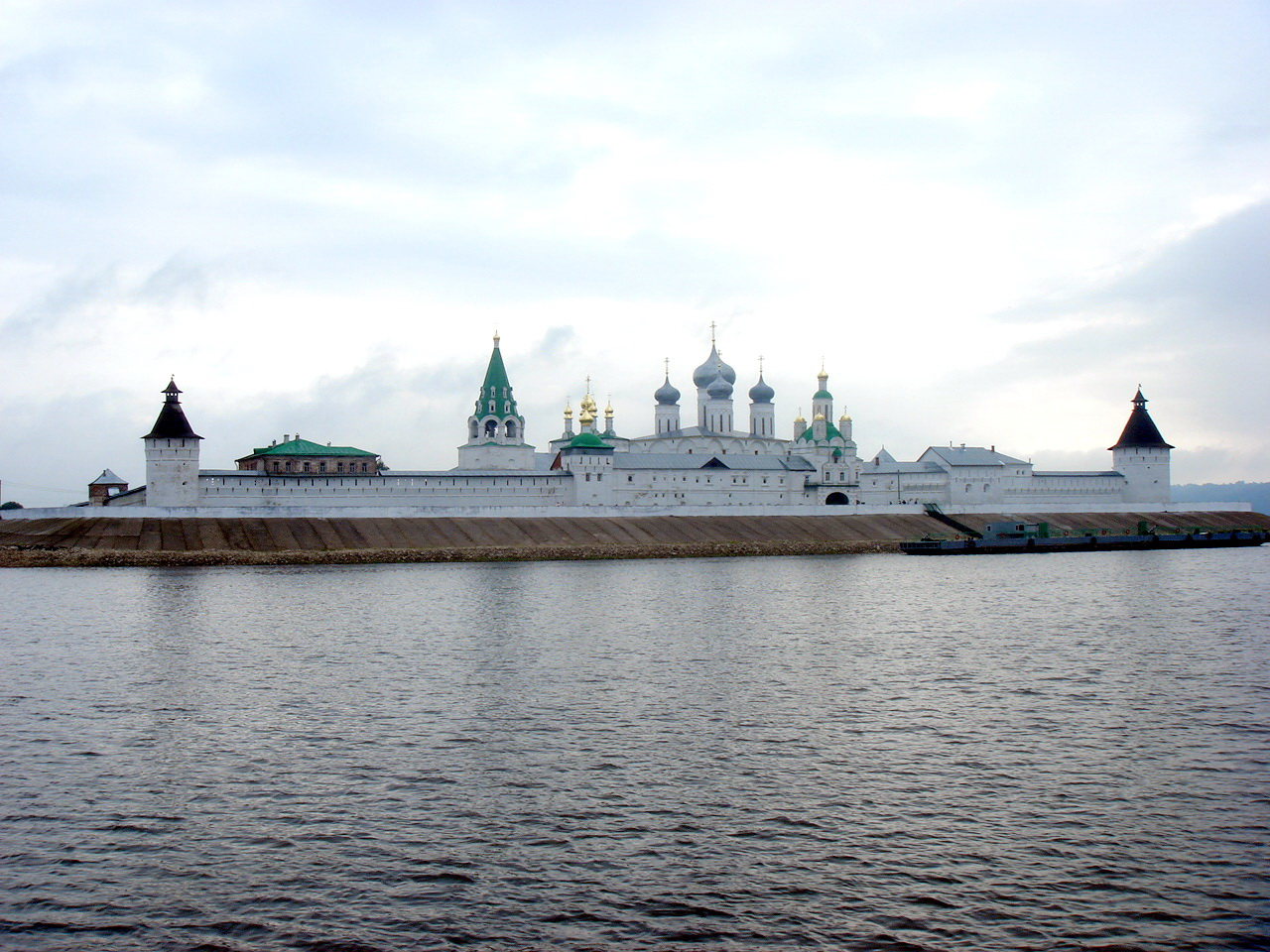
Vue du monastère, de la Volga.

Le monastère de la Sainte-Trinité-Saint-Macaire ou monastère Saint-Macaire-des-Eaux-Jaunes, ou simplement monastère Makariev (Свято-Троице-Макарьево-Желтоводский монасты́рь) est un monastère de femmes de l'Église orthodoxe russe situé en Russie sur la rive gauche de la Volga près du petit village de Makarievo du raïon de Lyskovo, dans l'oblast de Nijni Novgorod et l'éparchie de Lyskovo.

## Histoire

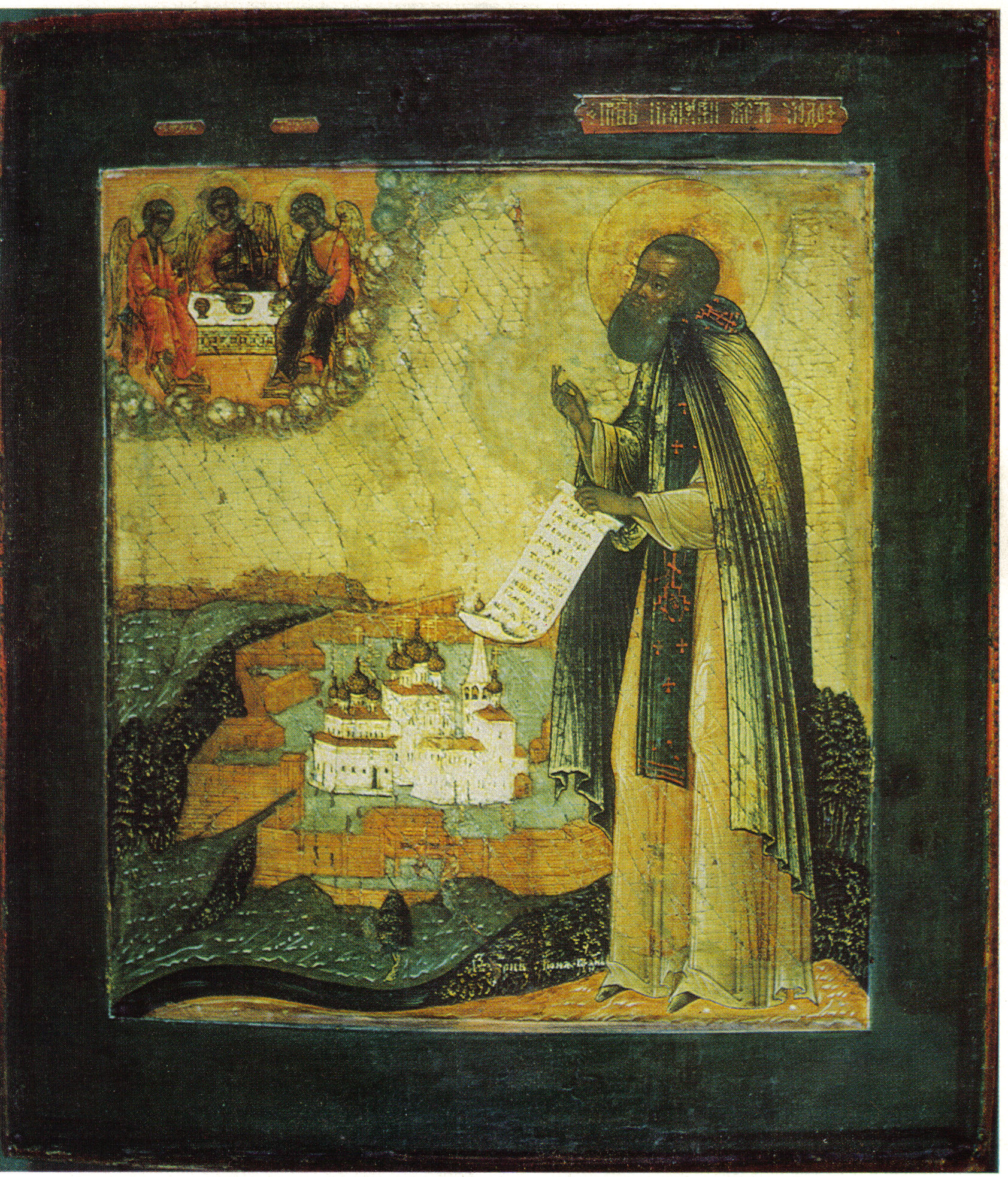
Saint Macaire priant la Trinité (icône du XVIIe siècle).

Ce monastère est fondé pendant la première  moitié du XVe siècle par saint Macaire de l'Ounja. Il doit son nom d'« Eaux-Jaunes » à cause du lac Jaune (Желтое озеро) au bord duquel saint Macaire avait fondé sa skite. La Volga, ayant changé son cours, engloutit le lac avec le temps et le monastère se trouva placé sur la rive gauche du fleuve. La chaire principale de l'église-catholicon est consacrée à la Sainte Trinité, d'où le nom du monastère.
Le monastère est incendié en 1439 par le khan de Kazan, Oulou Mouhammed, et la plupart des moines sont tués, tandis que saint Macaire et quelques frères sont envoyés en prison à Kazan. Finalement, le khan relâche Macaire, impressionné par la piété du vieillard ; ce dernier obtient aussi la libération de chrétiens. C'est ainsi que quatre cents hommes et femmes avec des enfants sont libérés du joug tatar.
De retour dans la patrie, Macaire et ses compagnons s'arrêtent sur la rive droite de la rivière Sviaga se jetant dans la Volga. Macaire ne choisit pas cet endroit seulement pour se reposer pendant trois jours, mais pour y planter une croix en vue de la fondation d'un monastère. Il est situé sur une colline, protégé des vents de trois côtés par une montagne, pour ainsi dire, par un haut rempart de terre. Des sources d'eau de source en abondance irriguent la terre, consacrées par la prière du vénérable moine.
Mais le khan de Kazan leur interdit de s'arrêter sur son territoire et ils doivent donc chercher un autre endroit. Finalement ils en trouvent un en atteignant les confins des terres de Galitch, et s'arrêtent dans la ville d'Ounja. Les habitants accueillent avec joie le vénérable moine et ses compagnons. Au bout de quelque temps, saint Macaire, cherchant le Royaume de Dieu (Mt 6, 33), décide de partir de la ville. Il trouve à quinze verstes d'Ounja un endroit désert sur la rive droite de la rivière Ounja pour se construire une cellule. C'est la naissance d'un futur monastère, celui d'Ounja. Il y meurt le 25 juillet 1444 à un âge très avancé.

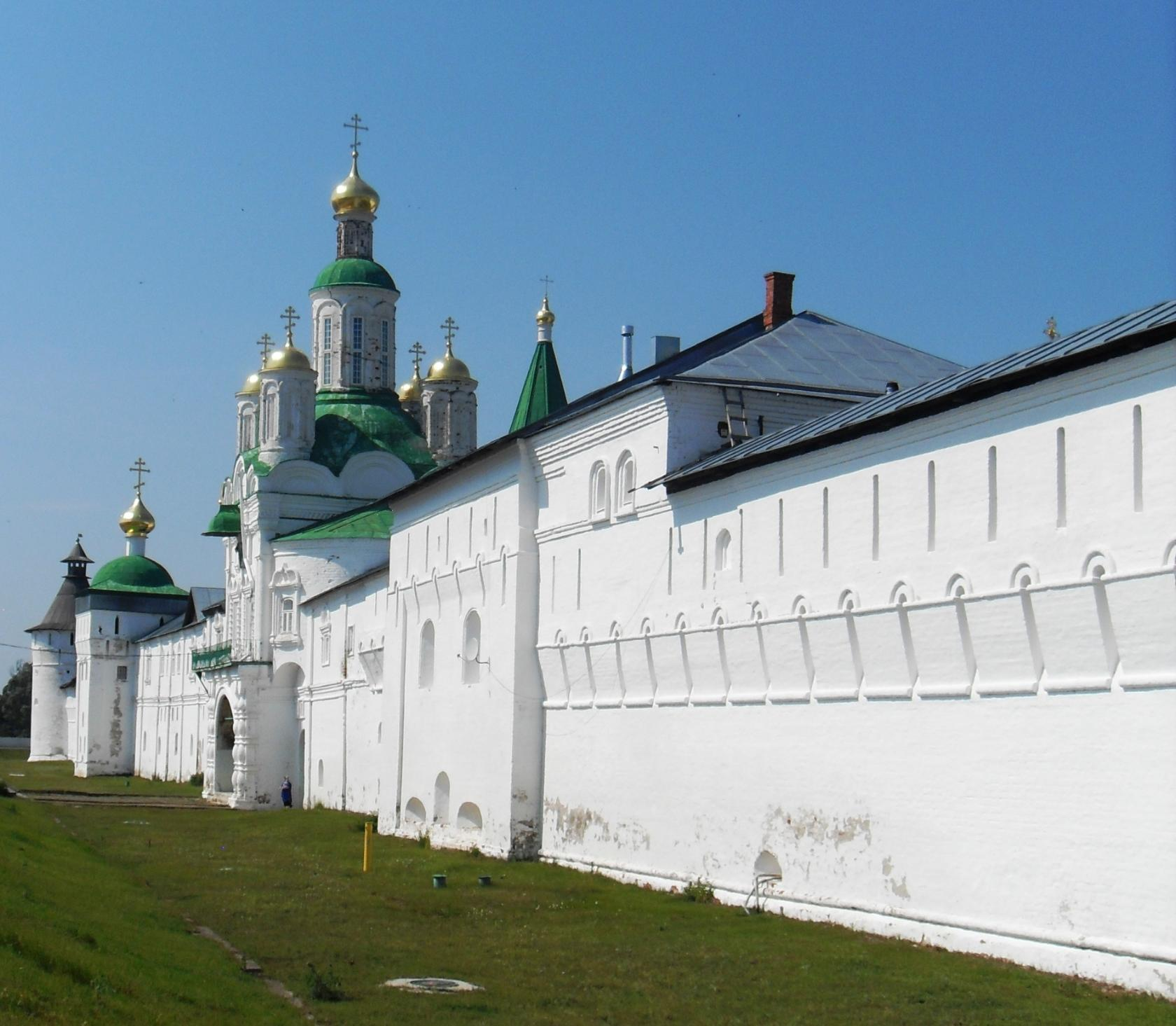
Le monastère en été.

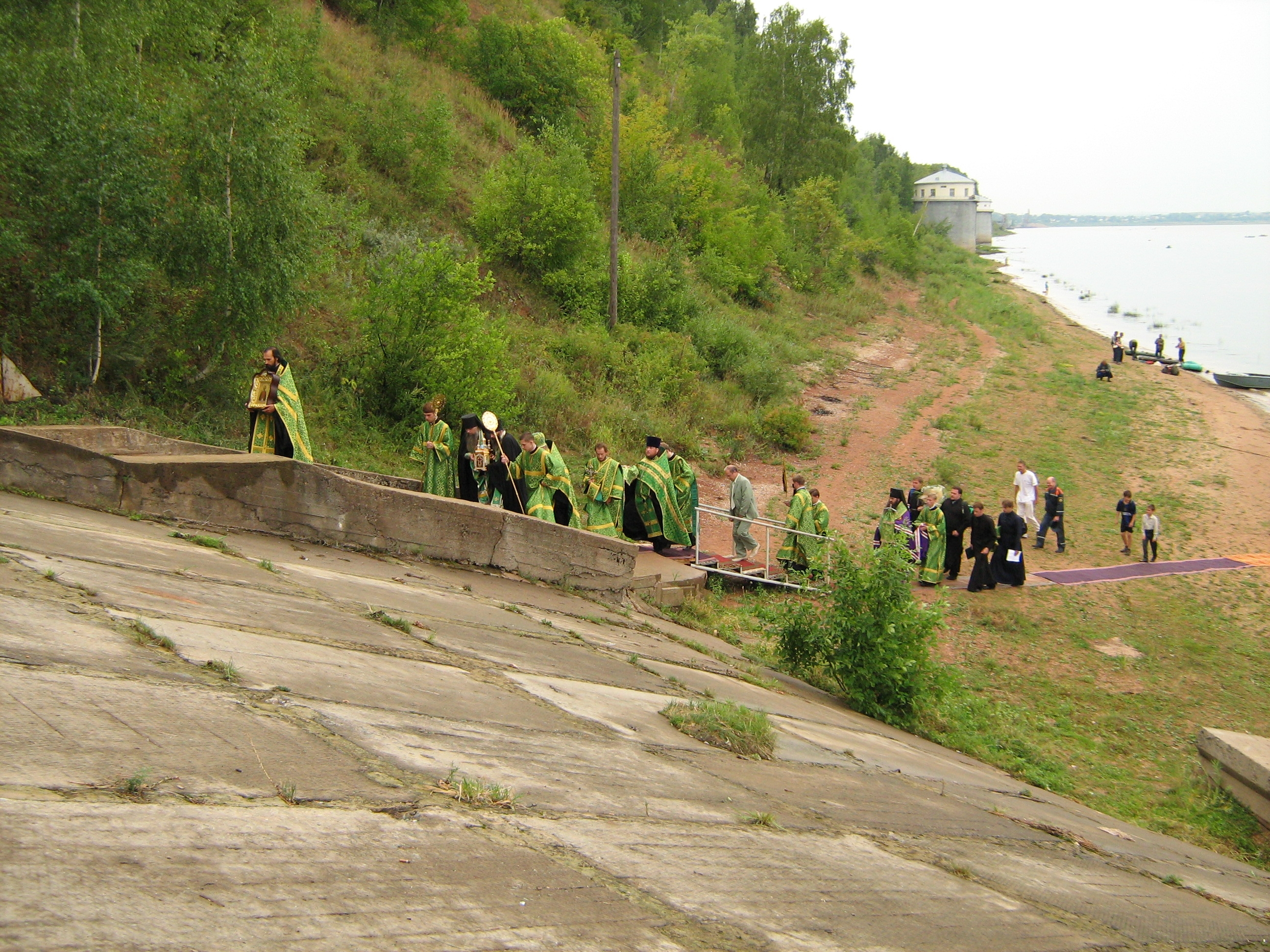
Procession de la relique du crâne de saint Macaire en direction du monastère de la Trinité.

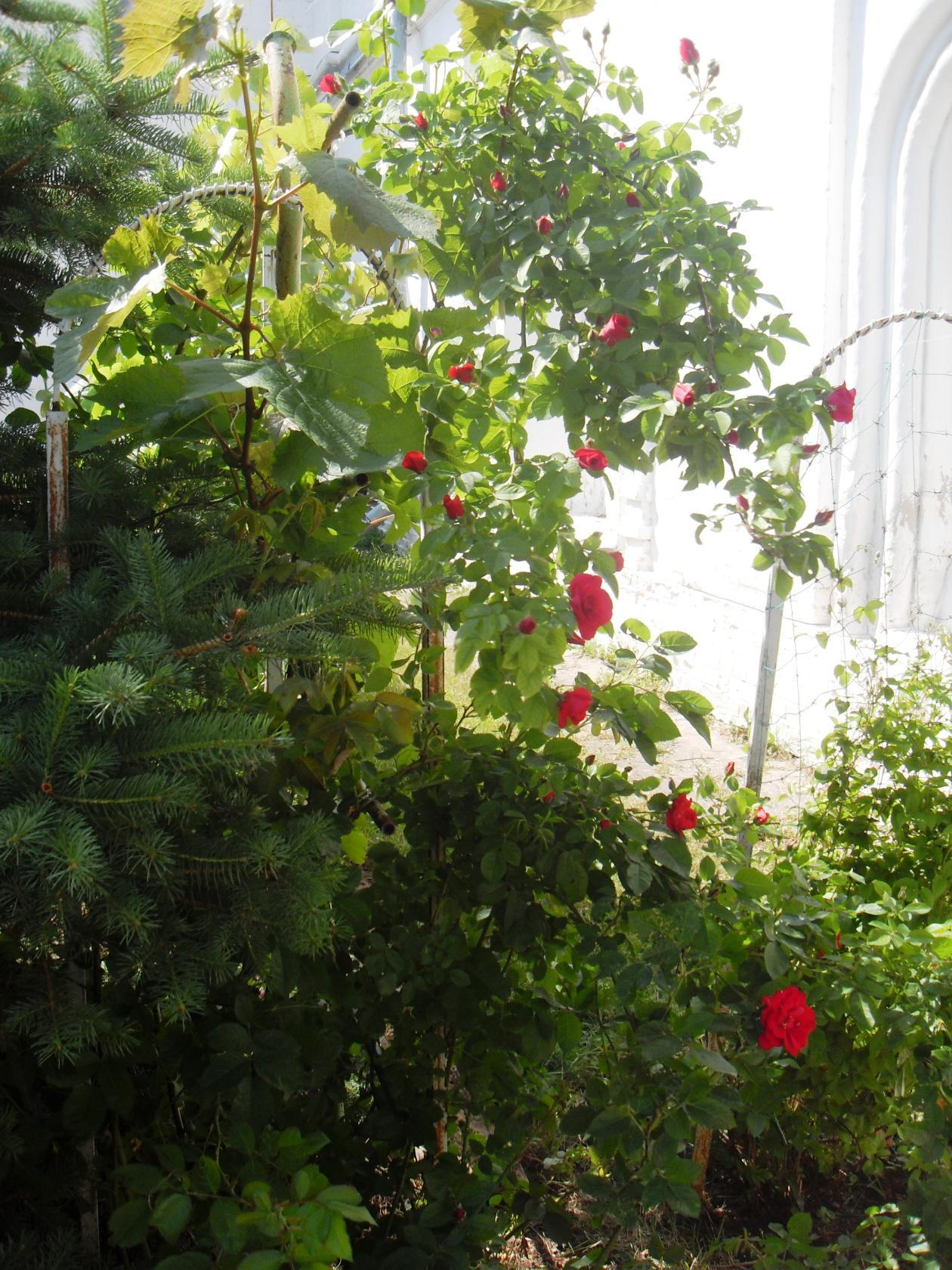
Rosier cultivé par les sœurs.

Les Vieux-Croyants croient  qu'une skite a été fondée sur le chemin d'Ounja par saint Macaire, la skite d'Olenovo, qui a embrassé le schisme au XVIIe siècle.

### Reconstruction
Le monastère est reconstruit à sa place originelle par le moine originaire de Mourom, Abraham des Eaux-Jaunes (mort en 1640), qui y réunit des frères. Dès lors, le monastère connaît une croissance rapide. Après sa mort, un récit de sa reconstruction est écrit («Сказание по сокращению о зачатии на Желтых водах обители святаго и преподобнаго отца нашего Макария, игумена желтоводскаго и унженскаго чудотворца, и о разорении ея от безбожных агарянских внуков, и запустении, и поновлении по многих летех, паки на том же месте о устроении», Récit de la prise et de la fin sur les Eaux-Jaunes du monastère de notre vénérable saint père Macaire, higoumène prodigieux des Eaux-Jaunes et d'Ounja, et de sa destruction par les descendants impies d'Agar, de sa désolation et de son renouvellement au même endroit grâce à sa reconstruction). Ce récit est écrit dans les manuscrits de la Vie de Macaire,. Un ciborium en forme de rotonde est érigé aujourd'hui sur la tombe d'Abraham. Le futur patriarche Nikon de Moscou a été novice au monastère ans jusqu'en 1624.
La position idéale du monastère au bord des eaux navigables de la Volga et la diligence de ses higoumènes ont permis la bonne tenue de marchés sur les terres appartenant au monastère. Ce marché de Saint-Macaire est alors le plus important de Russie et vraisemblablement d'Europe. C'est grâce aux revenus tirés des transactions commerciales - dont une part est versée aux moines - que ceux-ci peuvent reconstruire leur monastère. Après le schisme des Vieux-Croyants de 1653-1656, l'une des places fortes des Vieux-Croyants se trouve être la rivière Kerjenets, qui se jette dans la Volga juste à côté du monastère. En raison de prétextes politiques, la foire de Saint-Macaire est déplacée en 1817 à Nijni Novgorod, devenant la plus importante d'Europe, jusqu'à la Première Guerre mondiale. Cela a pour conséquence un appauvrissement du monastère de la Trinité-Saint-Macaire, d'autant plus qu'il avait été frappé par un incendie en 1816. Le monastère est donc supprimé en 1869 et ses icônes les plus vénérables, ses objets liturgiques anciens, etc., sont transférés à la cathédrale Saint-Alexandre-Nevski du Nouveau-Marché de Nijni Novgorod.

### Monastère féminin
Quelques années plus tard, le monastère rouvre en 1883, accueillant cette fois-ci des moniales. En 1917, il y avait environ trois cents sœurs au monastère. 
Sergueï Veïssov fut nommé prêtre du monastère en 1913; il y resta jusqu'en 1915.

### Période soviétique
Le monastère est fermé après la révolution d'Octobre, les moniales sont expulsées en 1927 et on y installe en 1928-1929 un foyer pour enfants orphelins, puis pendant la guerre un hôpital d'évacués et ensuite une école supérieure vétérinaire. Les églises sont transformés en granges, étables ou dépôts.

## Situation actuelle

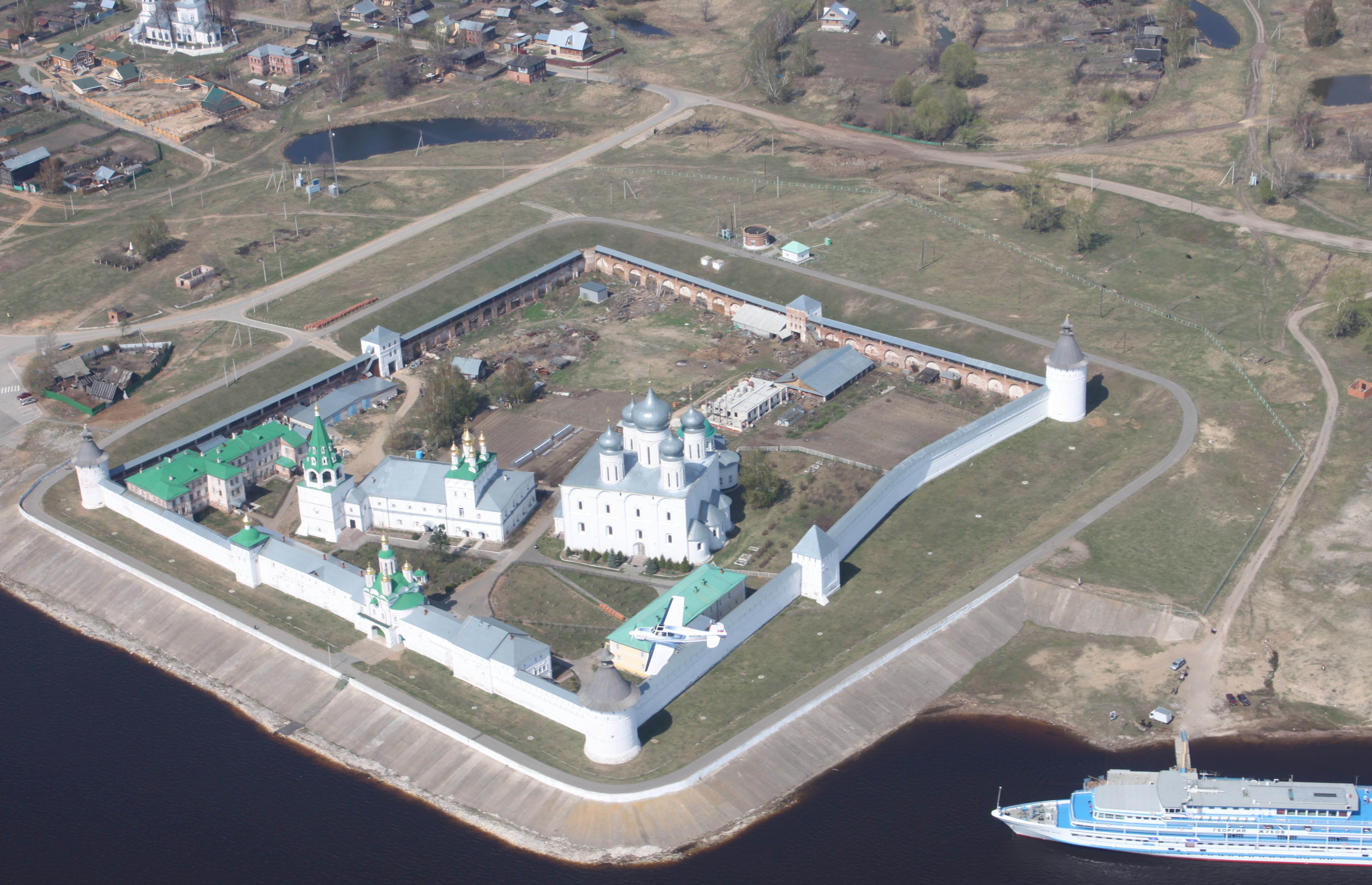
Le monastère à vol d'oiseau.

En 1991, le monastère est donné à l'éparchie de Nijni Novgorod et la même année, le Saint-Synode rouvre le monastère aux religieuses. En 2019, plus de vingt-cinq moniales y vivent. Le 7 août 2007, la relique du crâne du saint est solennellement translatée au monastère.

## Architecture

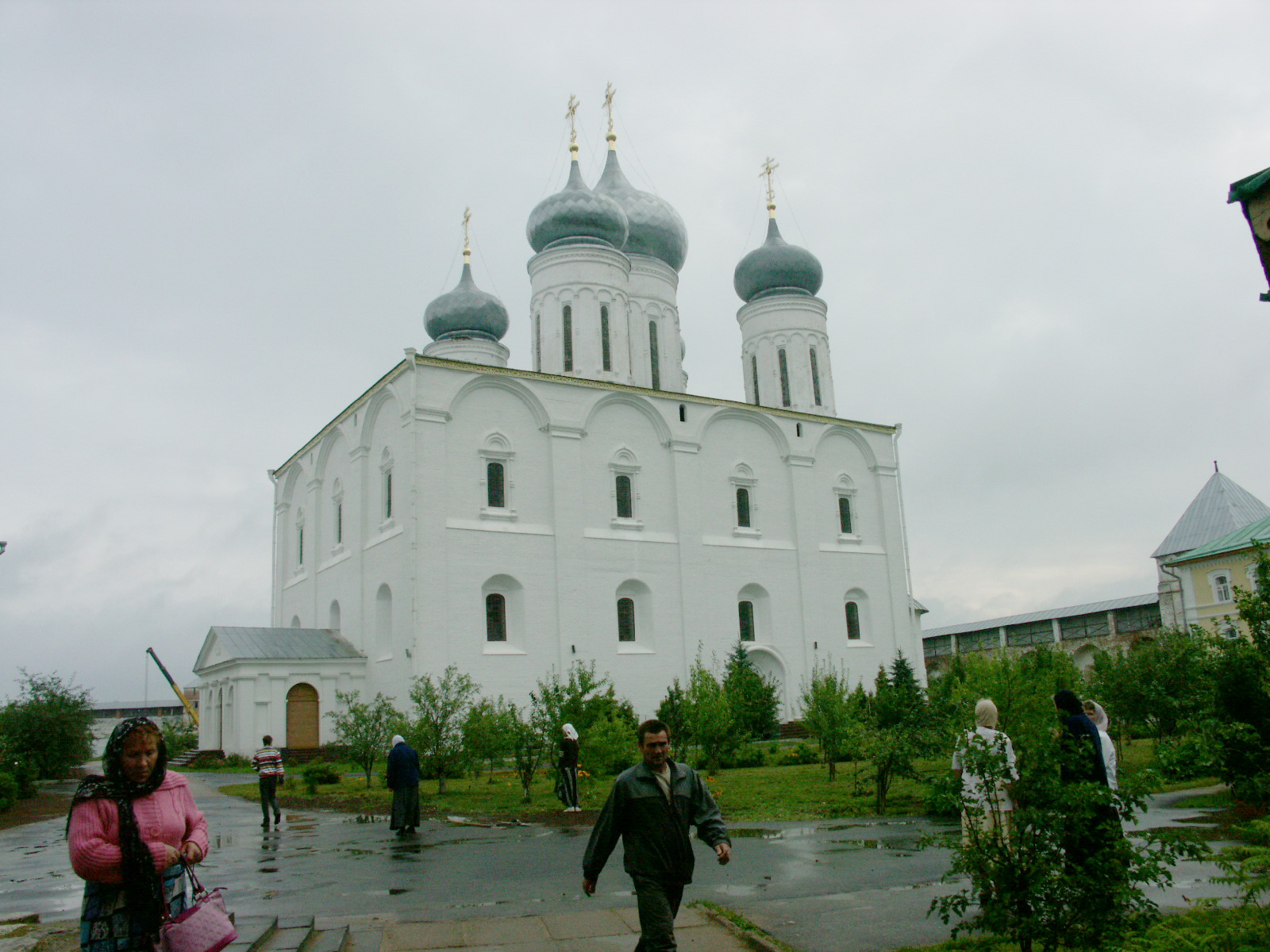
Collégiale (cathédrale) de la Trinité.

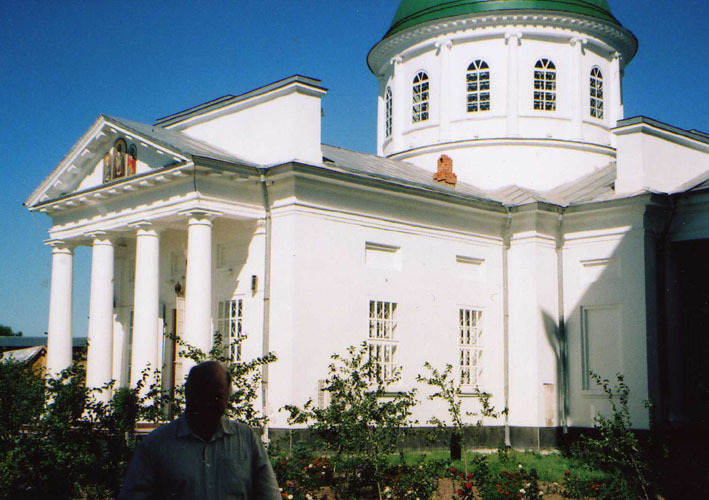
Église Saint-Macaire.

En 2007, le monastère comprend les églises suivantes :
- Collégiale (ou cathédrale, terme différent que la cathédrale en occident réservée à l'évêque, ici église principale ou catholicon) consacrée à la Sainte Trinité. Construite en 1664 sur le modèle de la cathédrale de l'Assomption du kremlin de Moscou.
- Église de la Dormition (ou de l'Assomption selon la terminologie latine), avec réfectoire et clocher (1654).
- Église-porte Saint-Michel-Archange (1674).

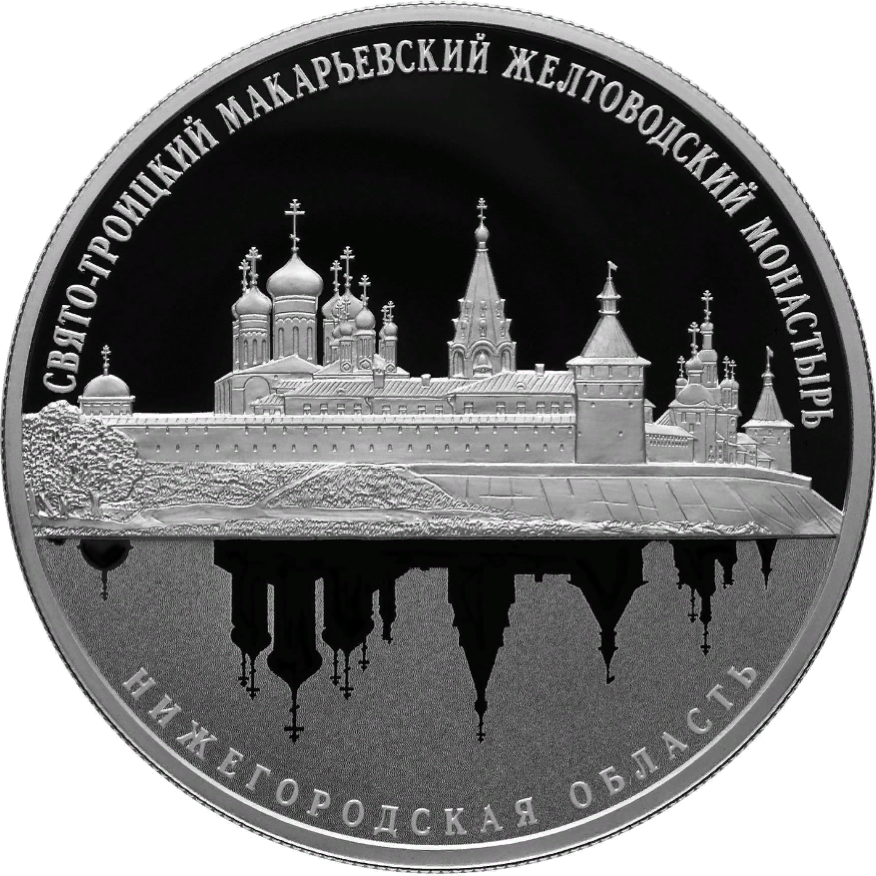
Pièce de 25 roubles (2019) en argent

- Église du bâtiment des moines consacrée à saint Antoine le Grand.
- Église consacrée à saint Grégoire de la Pelchma (1786).
- Église consacrée à saint Macaire de l'Ounja (1809)[9].

Le monastère est entouré de remparts fortifiés avec des tours.

## Bibliographie

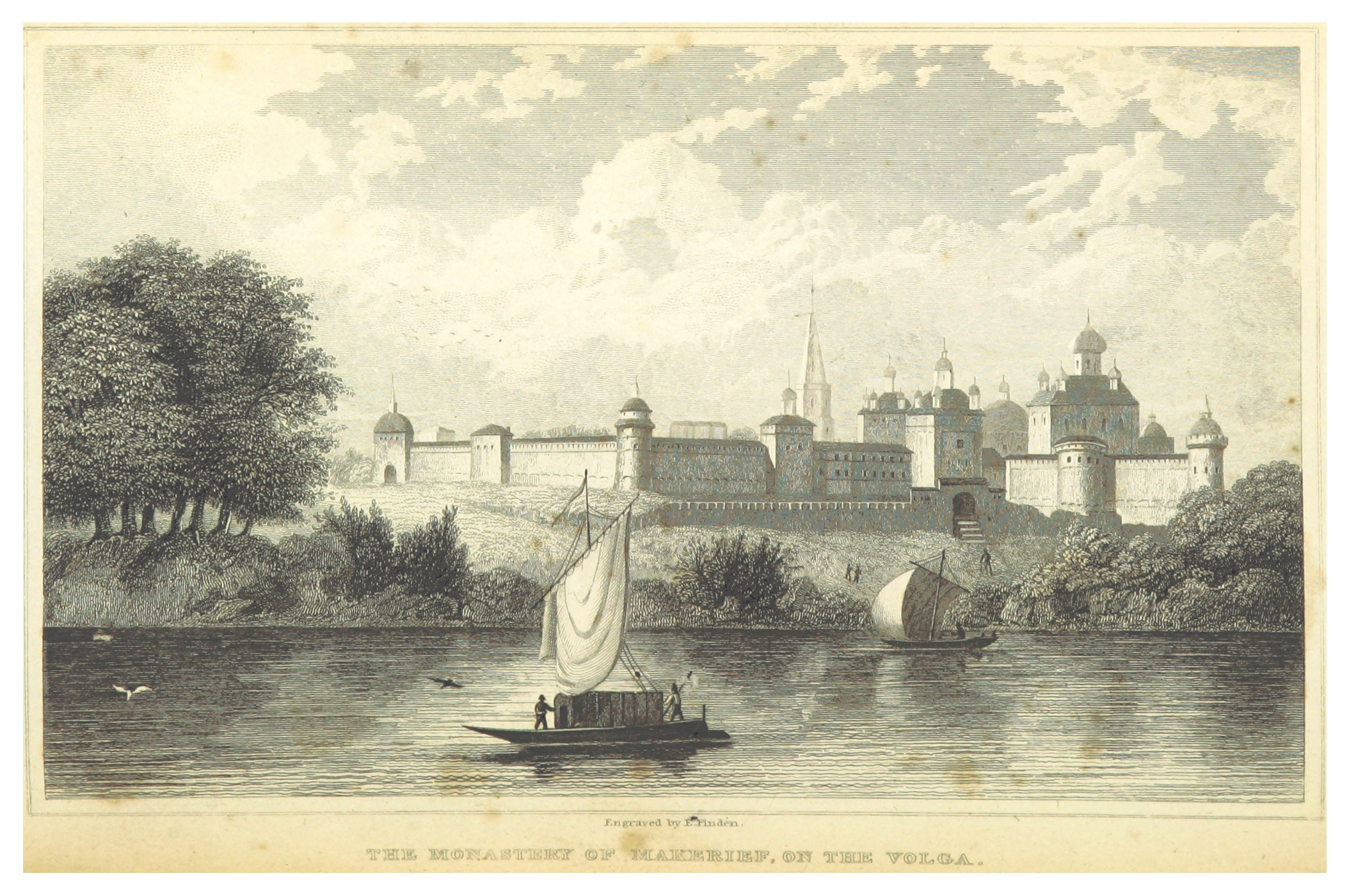
Le monastère au XIXe siècle.

## Source de la traduction
- (ru) Cet article est partiellement ou en totalité issu de l’article de Wikipédia en russe intitulé « Желтоводский Макариев монастырь » (voir la liste des auteurs).